# Irmela Bues
Irmela D. Bues (* 14. August 1940 in Braunschweig) ist eine deutsche Astronomin und Hochschullehrerin.

## Leben und Wirken
Von 1960 bis 1966 studierte sie Physik am Institut für Experimentalphysik der Christian-Albrechts-Universität zu Kiel. Dort promovierte sie 1970 in Astrophysik mit einer Arbeit über Sternatmosphären. Anschließend arbeitete sie bis 1973 als wissenschaftliche Mitarbeiterin am Institut für Theoretische Physik und der Universitätssternwarte. Danach war sie ein Jahr lang Stipendiatin der Royal Society am Astronomy Centre der Universität Sussex. Von 1974 bis 1979 war sie Assistenzprofessorin für Astronomie am I. Mathematischen Institut der Freien Universität Berlin, wo sie sich 1978 in diesem Fach habilitierte. Irmela Bues nahm den Ruf auf die außerordentliche Professur für Astronomie und Astrophysik an der Dr.-Remeis-Sternwarte der Friedrich-Alexander-Universität Erlangen-Nürnberg an. Im Oktober 1979 trat sie die Nachfolge von Wolfgang Strohmeier an. Noch 2001 war sie die einzige Frau, die in Deutschland eine Professur für Astronomie innehatte. Am 11. Juli 2005 wurde Irmela Bues in den Ruhestand verabschiedet, in den sie am 1. Oktober 2005 eintrat; ihr Nachfolger wurde Jörn Wilms.
Ihre Forschungsbereiche sind Astrophysik und Stellarastronomie, genauer die Atmosphären weißer Zwerge und Unterzwerge.
Irmela Bues ist Mitglied der Internationalen Astronomischen Union.

## Veröffentlichungen
- Die Atmosphären heliumreicher Weißer Zwergsterne des Spektraltyps DB. Kiel 1970 (Dissertation).
- Irmela Bues und Gudrun Wolfschmidt (Hrsg.): 100 Jahre Dr. Remeis – Sternwarte Bamberg. Festschrift (= Veröffentlichungen der Dr. Remeis – Sternwarte Bamberg. XIII, 134). Bamberg 1989 (online).
- mit Dieter Engelhardt: Treatment Of Strong Magnetic Fields In Very Hot Stellar Atmospheres. In: U. Heber und C. Simon (Hrsg.): The Atmospheres of Early-Type Stars. Proceedings of a Workshop Organized Jointly by the UK SERC's Collaborative Computational Project No. 7 and the Institut für Theoretische Physik und Sternwarte, University of Kiel. Held at the University of Kiel, Germany 18–20 September 1991 (= Lecture Notes in Physics. Band 401). Springer, Berlin / Heidelberg 1992, S. 428–430, doi:10.1007/3-540-55256-1_347 (englisch).
- mit Dieter Engelhardt: Enhancement of Magnetic Fields in High-Gravity Stars due to an Intrinsic Dynamo Effect. In: F. Krause, K. H. Rädler, G. Rüdiger G. (Hrsg.): The Cosmic Dynamo (= International Astronomical Union Symposia / Union Astronomique Internationale. Band 157). Springer, Dordrecht 1993, S. 177–181, doi:10.1007/978-94-011-0772-3_30 (englisch).
- mit Dieter Engelhardt: Macroscopic Flux of Spinning Photons in Hot Layers of High Gravity Stars. In: Martin A. Barstow (Hrsg.): White Dwarfs: Advances in Observation and Theory (= NATO ASI Series (Series C: Mathematical and Physical Sciences). Band 403). Springer, Dordrecht 1993, S. 229–235, doi:10.1007/978-94-011-2020-3_30 (englisch).
- mit Klaus Unglaub: Stratified Helium-Carbon Layers with Radiation Pressure in Hot High-Gravity Stars. In: Martin A. Barstow (Hrsg.): White Dwarfs: Advances in Observation and Theory (= NATO ASI Series (Series C: Mathematical and Physical Sciences). Band 403). Springer, Dordrecht 1993, S. 221–227, doi:10.1007/978-94-011-2020-3_29 (englisch).
- mit Harry Shipman, Maurice Barnhill, Judi Provencal, Scott Roby, France Cordova, Gordon Hammond, Paul Hintzen, Detlev Koester, James Liebert, Terry Oswalt, Sumner Starrfield, Gary Wegner und Volker Weidemann: Hubble space telescope observations of cool white dwarf stars: Detection of new species of heavy elements. In: Astronomical Journal. Band 109, Nr. 3, 1995, S. 1231–1238, doi:10.1086/117356 (englisch).
- mit Turgut Aslan: Backwarming Effect of Molecular Opacities on the Infrared Colours of Very Cool White Dwarfs. In: Isabelle Cherchneff und Tom J. Millar (Hrsg.): Dust and Molecules in Evolved Stars. Proceedings of an International Workshop held at UMIST, Manchester, United Kingdom, 24–27 March, 1997. Springer, Dordrecht 1997, S. 181–184, doi:10.1007/978-94-017-1307-8_23 (englisch).
- Spätphasen der Sternentwicklung. In: Sibylle Petrak und Barbara Sandow (Hrsg.): Phasensprung – Physikerinnen stellen sich vor. Dokumentation der 1. Bundesweiten Physikerinnentagung in Berlin (= Wissenschaftlerinnen-Forum. Band 5). Hoffmann und Hoyer, 1998, S. 31 (Kurzfassung eines Vortrags).
- mit Turgut Aslan: Carbon and Hydrocarbon Molecules in Very Cool White Dwarfs. In: R. F. Wing (Hrsg.): The Carbon Star Phenomenon (= Symposium - International Astronomical Union). 2000, S. 97–102, doi:10.1017/S0074180900002291 (englisch).
- mit M. Tsvetkov, K. Tsvetkova, A. Borisova, D. Kalaglarsky, R. Bogdanovski, U. Heber, H. Drechsel und R. Knigge: Bamberg southern photographic patrol survey: incorporation in the WFPDB. In: Publications of the Astronomical Society ”Rudjer Boskovic”. Band 5, 2005, S. 303 (englisch).